# Becky Ann Baker
Becky Ann Baker (Fort Knox (Kentucky), 17 februari 1953) is een Amerikaans actrice.

## Biografie
Baker had een vader die werkzaam was bij de United States Army en daarom heeft zij op verschillende plaatsen gewoond in Amerika. 
Baker begon met acteren in het theater, zij maakte haar debuut op Broadway in 1978 met de musical The Best Little Whorehouse in Texas. Hierna heeft zij nog meerdere rollen gespeeld op Broadway en off-Broadway.
Baker begon in 1985 met acteren voor televisie in de film The Protector. Hierna heeft zij nog meerdere rollen gespeeld in films en televisieseries zoals That Night (1992), Men in Black (1997), Freaks and Geeks (1999-2000), Life As We Know It (2004-2005), All My Children (2007), Spider-Man 3 (2007) en Nights in Rodanthe (2008).
Baker is in 1990 getrouwd met Dylan Baker en zij hebben een dochter, en woont met haar gezin in New York.

## Filmografie

### Films
Selectie:
- 2020 The Half of It - als mrs. Geselschap
- 2015 The End of the Tour - als manager boekenwinkel
- 2008 Nights in Rodanthe – als Dot
- 2007 Spider-Man 3 – als mrs. Stacy
- 2006 Death of a President – als Eleanor Drake
- 2006 The Night Listener – als serveerster
- 2005 Stay – als medicus / Butch Cook
- 2005 War of the Worlds – als vrijwilligster
- 2002 Two Weeks Notice – als vrouw
- 1999 The Confession – als verpleegster Jeannine Carrounbois
- 1998 Celebrity – als Doris
- 1997 In & Out – als Darlene
- 1997 Men in Black – als mrs. Redgick
- 1996 White Squall – als mrs. Boyde
- 1995 Sabrina – als Linda
- 1992 Lorenzo's Oil – als secretaresse van Pellerman
- 1992 That Night – als mrs. Bell
- 1990 Jacob's Ladder – als verpleegster
- 1990 Blue Steel – als verpleegster
- 1985 The Protector – als Samantha Alexander

### Televisieseries
Uitgezonderd eenmalige gastrollen.
- 2024 The Girls on the Bus - als Norah - 2 afl.
- 2017 - 2022 The Good Fight - als Alma Hoff - 3 afl.
- 2022 The Resort - als Jan - 4 afl.
- 2022 American Hostage - als Sally - 6 afl.
- 2021 Billions - als Brenda - 2 afl.
- 2021 New Amsterdam - als Gwen Bennett - 5 afl.
- 2020 Little Voice - als Elaine - 2 afl.
- 2020 Council of Dads - als oma - 2 afl.
- 2020 Hunters - als Juanita Kreps - 4 afl.
- 2020 Manhunt - als Patricia Rudolph - 2 afl.
- 2019 Younger - als Bronwyn Madigan - 2 afl.
- 2019 Big Little Lies - als rechter Marylin Cipriani - 3 afl.
- 2018 - 2019 Brockmire - als Jean Brockmire Glasscock - 4 afl.
- 2019 The Blacklist - als rechter Roberta Wilkins - 6 afl.
- 2012 - 2017 Girls – als Loreen Horvath – 20 afl.
- 2016 Crisis in Six Scenes - als Lee - 2 afl.
- 2012 - 2016 The Good Wife - als Alma Hoff - 3 afl.
- 2012 Smash – als mrs. Cartwright – 2 afl.
- 2009 Kings – als Jessie Shepherd – 7 afl.
- 2007 All My Children – als mrs. Luper – 3 afl.
- 2004 – 2005 Life As We Know It – als Amanda Conner – 4 afl.
- 1999 – 2000 Freaks and Geeks – als Jean Weir – 18 afl.
- 1999 Storm of the Century – als Ursula Godsoe – miniserie

## Theaterwerk opBroadway
- 2011 Good People – als Jean
- 2008 – 2009 All My Sons – als Sue Bayliss
- 2004 Assassins – als Sara Jane Moore
- 1997 – 1999 Titanic – als Charlotte Cardoza
- 1988  A Streetcar Named Desire – als Eunice Hubbell
- 1978 – 1982 The Best Little Whorehouse in Texas – als Doatsy Mae / Ruby Rae / Melvin Thorpe Singer / Angelette / Ginger

- International Standard Name Identifier: 0000 0000 4613 8866
- Library of Congress Control Number: no99078872
- Nationale Bibliotheek van Israël: 987007333206105171
- Système universitaire de documentation: 083348735
- Virtual International Authority File: 31635843
- WorldCat: E39PBJpJbjYbfVHmkCbvy9wV4q